# 農夫ジャイルズの冒険
農夫ジャイルズの冒険（のうふじゃいるずのぼうけん、原題：Farmer Giles of Ham）はJ・R・R・トールキンによる短編ファンタジー小説。
1949年に発表された。挿し絵はポーリン・ベインズ。

## あらすじ
ブリテン島がまだいくつもの王国に分割統治されていたころ、中王国のハム村にエイギディウスという名の男が住んでいた。村人たちの使う俗語でジャイルズと呼ばれるこの農夫は、平凡な暮らしを愛し、村の外に広がる世界のことにはまるで関心がなかった。
しかしある夏の夜、一人の巨人が農場に迷い込み、作物や家畜を踏み荒らすという事件が起こる。ジャイルズはラッパ銃で巨人を撃退、村の英雄として祭り上げられ、王から褒美として（宝物庫で埃を被っていた時代遅れの）剣を拝領する。
一方、近眼で耳の遠い巨人は、ジャイルズが発砲したことに全く気付いておらず、たちの悪い虻に刺された程度だろうと思いこんでいた。巨人は事あるごとに豊かで無防備な土地の存在を仲間たちに吹聴して回り、まもなくそれが竜たちの耳に入った。
ついに竜の中でもとりわけ強欲な「長者黄金竜」が中王国へ飛来し、騎士たちが弱腰であるのをいいことに暴虐の限りを尽くす。ハム村に竜が近づくにつれ、活躍を期待されて閉口するジャイルズだったが、王に下賜された剣が伝説的な竜殺しの業物「嚙尾刀」であることを知って勇気を回復。わずか一撃で黄金竜を無力化することに成功する。
しかしずる賢い黄金竜は、降伏したように見せかけ、罪滅ぼしのために財宝を持ち帰るという名目で逃げ帰ってしまった。王室の財政が潤うことを期待していた王は、騎士たちの黄金竜討伐へ同行することをジャイルズに強制する。遠征に農民が参加することを快く思わない騎士たちはジャイルズを粗末にあしらうものの、黄金竜の住処に着くや否や激しい攻撃にあって潰走。しかし黄金竜はジャイルズ（と嚙尾刀）に気づくと大いに動揺し、相当量の財宝と引き換えに、自分の命と残りの宝は見逃してほしいと懇願する。
条件をのんだジャイルズは、ロープで財宝を竜の体に結わえ付け、飛べないようにしたうえで再びハム村へ連れ帰る。ジャイルズが財宝を納めないつもりだと知った王は激怒し、生き残りの騎士と兵士を連れてハム村へ進軍するが、橋の下に隠れていた竜の脅しに屈して逃げ帰ってしまった。人々の寵児となったジャイルズは、その後も幸運に恵まれながら出世を重ね、ついには小王国の王として善政を敷いたという。
黄金竜は長らく村の納屋で飼われていたが、ジャイルズは自分の地位がしっかり固まったと判断した段階で竜を解放し、不可侵協定を結んで平和裏に別れた。適当な話を信じたせいでひどい目にあわされたことに憤慨する黄金竜に対し、例の巨人は「俺はまた虻かと思ったぜ」とぼやくのであった。

## 登場人物
- ジャイルズ（Farmer Giles of Ham）
中王国南東部のハム村に住む農夫。ラテン名エイギディウス・デ・ハンモ（Ægidius de Hammo）。自分の平穏無事な生活を享受するのが望みの平凡な男だったが、「噛尾刀」（こうびとう/Talebiter）ことカウディモルダクス剣(Caudimordax)と呼ばれる屠龍の名剣を手に入れ、事件を契機に変わっていく。

- アウグストゥス・ボニファシウス・アンブロシウス・アウレリアヌス・アントニヌス（Augustus Bonifacius Ambrosius Aurelianus Antonius）
中王国を治める王。竜を倒した英雄ベロマリウスを曾祖父に持つが、彼自身は高慢で教養が無く欲深い。巨人退治の褒美として、宝物庫に死蔵されていた嚙尾刀を由来も知らないままジャイルズへ下賜する。

- アガサ（Agatha）
ジャイルズの妻。

- 坊さま（The parson）
ハム村の教会の牧師。古い文字や伝説に通じ、ジャイルズに様々な助言をしてくれる。

- 粉屋（The miller）
ハム村の住人。ジャイルズとはそりが合わない。

- かじ屋（The blacksmith）
ラテン名ファブリシウス・クンクタトール（Fabricius Cunctator）。村人たちの間では「陽気なサム(Sunny Sam)」の名で通っているが、実際には陰気で不幸を喜び不吉な事ばかり予言して悦に浸る男。

- ガーム（Garm）
ジャイルズの飼い犬。公用ラテン語や変則ラテン語 (Dog Latin) は話せないが、（当時の犬が皆そうであったように）村人が普段使う言葉は話せる。

- 灰色の雌馬（The grey mare）
ジャイルズの馬。主人に忠実で聡明。

- 巨人（The giant）
辺境の地に住む、ひときわ大柄で頭の悪い巨人。道に迷ってハム村へ来てしまう。

- 長者黄金竜（Chysophylax Dives）
好奇心旺盛でずる賢い竜。巨人の話を真に受け、中王国を襲う。

## 出版の経緯と物語の特徴
この作品は『ホビットの冒険』や『仔犬のローヴァーの冒険』と同様に、トールキンが自分の子供達へ聞かせた物語を元に書かれたものの一つである。第一稿の文体や表現手法から初めて書き下されたのは『仔犬のローヴァーの冒険』とほぼ同時期の1927年後期と推測され、その内容は出版された本著に比べて短く、また平易で子供向けな内容であった。
1937年に出版された『ホビットの冒険』の成功を受けて、出版元のアレン・アンド・アンウィン社はその続編の執筆を打診してきた。トールキンとしてはむしろ自分の創造神話である『シルマリルの物語』の出版を望んでいたが内容が「子供向け」ではなく、出版元や読者の要望を満たすものではなかった。トールキンは期待に応えるべく『新ホビット』（後の『指輪物語』）の執筆に着手するものの、目標としていた1938年末までに出版出来る目処が立たなくなり、代替として出版元へ提示したものがこの物語であった。
改稿と加筆を進めるうちに『ホビットの冒険』の改稿時に行ったように、トールキンは読者へ問いかけるような「子供向け」の表現を排除していき、登場人物や重要な武器に対する言語学者である彼らしい言葉遊びを使った命名や、いかにもまことしやかなウソ学説を散りばめて、風刺の効いた中世英雄物語のパロディーとして仕上げた。また作中の日付も「何月何日」ではなく、昔の物語である雰囲気を出す為に聖人の祭日が用いられている（但し日本語訳では聖人の日が定着していないため日付が付け加えられている）。
本自体も中表紙も「短い表題→ラテン語の長い表題→英語の長い表題」と、上から下に下るにつれて古い字体から新しい字体へ変えて行く写本の手法を取り入れてみたり、ポーリン・ベインズの挿絵を写本風に配置するなど遊び心に溢れており、「大人にも楽しめる物語」になっている。

## エピソード
『ホビットの冒険』の時と同様に、この物語が子供に受け入れられるものであるかどうかの判断する為にアレン・アンド・アンウィン社の社長スタンレー・アンウィンは息子レイナーに読ませ、感想文を書かせた（『ホビットの冒険』の時とは異なり「挿絵がいる」という意見が入っている）。
しかしトールキン自身はこの物語の挿絵を準備出来ず、娘プリシラが推した挿絵画家との調整も不調に終わった。しかしポーリン・ベインズの疑似中世風の風刺漫画がトールキンの目に止まり、彼女が挿絵担当する事になった。トールキンは彼女の絵の出来を大変喜んだ。

「（これは）挿絵以上のもので、副次的なテーマだ。見せた友人達からは私の文章の方が絵の説明に成り下がってしまっていると慇懃なご意見を頂戴した。」と書簡の中で触れている。